# Dreams from My Father
Dreams from My Father é um livro escrito por Barack Obama, ex-presidente dos Estados Unidos da América. Publicado em 1995, depois de Obama ter sido o primeiro afro-americano presidente da Harvard Law Review, o livro foi relançado em 2004.